# 進歩党 (アメリカ 1924)
進歩党（英語: Progressive Party）は、アメリカ合衆国にかつて存在した政党。当時の進歩主義の風潮を反映している。
1912年の進歩党を継承する政党で、主にウィスコンシン州に勢力を持った。1924年の大統領選挙には共和党を離れたロバート・M・ラ＝フォレットを擁立し、アメリカ社会党や労働組合であるアメリカ労働総同盟などからの支持も得つつ一般投票で17％を獲得したものの及ばなかった。
その後はラ＝フォレットの死により勢力を失う。1934年には党の名称を「ウィスコンシン進歩党（英語: Wisconsin Progressive Party）」と改め、1946年に正式に解党するまで存続した。この党の流れは1948年の進歩党に引き継がれた。